# 密契爾·瑞斯尼克
密契爾·瑞斯尼克（英語：Mitchel Resnick，1956年6月12日—）是乐高學習研究派普特教授、大川中心（Okawa Center）主任、以及在麻省理工学院媒体实验室的终身幼儿园集团主任 。

## 生平
瑞斯尼克目前擔任「媒体艺术和科学学程」的負責人，此學程提供麻省理工学院媒体实验室的硕士学位和博士学位。 瑞斯尼克的研究小组已经开发了各种教育工具，讓人能夠透過新型態的設計活動以及學習經驗來互動。包括「可编程砖头」，也就是獲獎的乐高积木头脑风暴和StarLogo软件的基礎。 他一共建立了计算机会所、一个获奖的在貧困社區中提供給青年的网络学习中心。 瑞斯尼克也是麻省理工學院的公民媒体中心（Center for Civic Media）之共同创始人和共同主要研究员。

## 出版的书籍
- 终身幼儿园：培养创造力，通过项目、热情、同事和玩, MIT Press,2017
- 海龟、白蚁和交通拥堵， 麻省理工学院出版社，1994年

## 外部联結
- 主页（页面存档备份，存于）